# 澳大利亚天空新闻
澳大利亚天空新闻（英語：Sky News Australia）是一个澳大利亚右翼24小时有线电视和卫星频道。澳大利亚天空新闻持有保守的政治观点、意识形态和政策主張。该電視台直接隸屬於澳大利亚新闻集团，与英国天空公司无关联。澳大利亚天空新闻台于1996年2月19日下午5点开播。